# Claudio Miranda
Claudio Miranda, né au Chili, est un directeur de la photographie. Il obtient l'Oscar de la meilleure photographie pour L'Odyssée de Pi en 2013.

## Biographie
Miranda a tout d'abord travaillé avec David Fincher comme chef électricien sur se7en en 1995. Il a ensuite joué le même rôle sur The Game avant de devenir photographe supplémentaire sur Zodiac. Il fit ensuite la photographie de L'Étrange Histoire de Benjamin Button.

## Filmographie

### Directeur de la photographie
- 2001 : Tell Me Who Ruby Was de Carolyn Coal
- 2004 : The Angel of Chilside Road de Jonathan Darby
- 2005 : A Thousand Roads de Chris Eyre
- 2006 : Playboy à saisir (Failure to Launch) de Tom Dey
- 2008 : L'Étrange Histoire de Benjamin Button (The Curious Case of Benjamin Button) de David Fincher
- 2010 : Tron : L'Héritage de Joseph Kosinski
- 2012 : L'Odyssée de Pi d'Ang Lee
- 2013 : Oblivion de Joseph Kosinski
- 2016 : À la poursuite de demain de Brad Bird
- 2017 : Line of Fire (Only the Brave) de Joseph Kosinski
- 2022 : Top Gun: Maverick de Joseph Kosinski
- 2022 : Spiderhead de Joseph Kosinski
- 2023 : Insubmersible (Nyad) d'Elizabeth Chai Vasarhelyi et Jimmy Chin
- 2025 : F1 de Joseph Kosinski

### Électricien
- 1990 : Sans toi je ne suis rien
- 1990 : La mort sera si douce
- 1994 : The Crow
- 1995 : USS Alabama
- 1995 : Seven
- 1996 : Le Fan
- 1997 : The Game
- 1998 : Ennemi d'État
- 1999 : Fight Club
- 2007 : Zodiac
- 2009 : Margaret

## Distinctions

### Récompenses
L'Étrange Histoire de Benjamin Button
- 2008 : Meilleure photographie aux Houston Film Critics Society Awards
- 2008 : Meilleure photographie aux Phoenix Film Critics Society Awards

L'Odyssée de Pi
- 2012 : Meilleure photographie aux Washington D.C. Area Film Critics Association Awards
- 2012 : Meilleure photographie aux San Diego Film Critics Society Awards
- 2012 : Meilleure photographie aux New York Film Critics Online Awards
- 2012 : Meilleure photographie aux Las Vegas Film Critics Society Awards
- 2012 : Meilleure photographie aux Satellite Awards
- 2012 : Meilleure photographie aux Phoenix Film Critics Society Awards
- 2012 : Meilleure photographie aux Dallas-Fort Worth Film Critics Association Awards
- 2012 : Meilleure photographie aux Southeastern Film Critics Association Awards
- 2012 : Meilleure photographie aux Nevada Film Critics Society Awards
- 2013 : Meilleure photographie aux EDA Awards
- 2013 : Meilleure photographie aux Critics' Choice Movie Awards
- 2013 : Meilleure photographie aux BAFTA Awards
- 2013 : Meilleure photographie aux Oscars du cinéma

### Nomination
- 2009 : Oscar de la meilleure photographie pour L'Étrange Histoire de Benjamin Button